# Cingoli
Cingoli (łac. Cingulum) – miejscowość i gmina we Włoszech, w regionie Marche, w prowincji Macerata.
Według danych na rok 2004 gminę zamieszkiwały 10 072 osoby, 68,5 os./km². W Cingoli 20 listopada 1761 r. urodził się Francesco Saverio Castiglioni, przyszły papież Pius VIII.

## Współpraca
- Aprilia, Włochy